# Petar Sučić
Petar Sučić (Livno, 25 ottobre 2003) è un calciatore bosniaco naturalizzato croato, centrocampista dell'Inter e della nazionale croata.

## Biografia
Suo cugino Luka è anch'egli un calciatore.

## Caratteristiche tecniche
Gioca come centrocampista centrale. Risulta abile in entrambe le fasi di gioco, grazie alla sua versatilità può essere schierato nel ruolo di mediano o di mezzala.
Spicca per la sua qualità in mezzo al campo e per la buona capacità di effettuare inserimenti in zona offensiva.

## Carriera

### Club

#### Esordi e Dinamo Zagabria
Sučić è cresciuto nelle giovanili di Iskra Bugojno e Zrinjski Mostar prima di passare alla Dinamo Zagabria nel gennaio 2022. Dopo sei mesi con la squadra riserve, in seguito allo scioglimento di quest'ultima è stato prestato al Mostar con cui ha disputato l'intera stagione 2022-2023.
Rientrato a Zagabria ha debuttato in prima squadra il 15 luglio in Supercoppa di Croazia vinta 1-0 contro l'Hajduk Spalato. Il 1º dicembre ha firmato il rinnovo del contratto.

#### Inter
Il 4 giugno 2025 passa ufficialmente all'Inter, in Serie A, per 14 milioni di euro più 2 milioni di bonus, firmando un contratto quadriennale. Il 17 giugno successivo esordisce con i nerazzurri nella Coppa del mondo per club, nella partita pareggiata per 1-1 contro i messicani del Monterrey. Risulterà decisivo per il passaggio del turno nella gara contro il River Plate, fornendo da subentrato l'assist vincente per il compagno Pio Esposito.

### Nazionale
Ha giocato nelle nazionali giovanili bosniache Under-19 ed Under-21.
Nel marzo 2024 ha cambiato la sua cittadinanza sportiva in croata. Il 19 agosto dello stesso anno è stato convocato per la prima volta dalla nazionale maggiore, con cui ha esordito il 5 settembre seguente nella sconfitta per 2-1 in Nations League contro il Portogallo.
Il 15 ottobre 2024 realizza la sua prima rete per la Croazia nel pareggio per 3-3 in Nations League in casa della Polonia.

## Statistiche

### Presenze e reti nei club
Statistiche aggiornate al 30 giugno 2025.
| Stagione               | Squadra                | Campionato             | Campionato | Campionato | Coppe nazionali | Coppe nazionali | Coppe nazionali | Coppe continentali | Coppe continentali | Coppe continentali | Altre coppe | Altre coppe | Altre coppe | Totale | Totale |
| Stagione               | Squadra                | Comp                   | Pres       | Reti       | Comp            | Pres            | Reti            | Comp               | Pres               | Reti               | Comp        | Pres        | Reti        | Pres   | Reti   |
| ---------------------- | ---------------------- | ---------------------- | ---------- | ---------- | --------------- | --------------- | --------------- | ------------------ | ------------------ | ------------------ | ----------- | ----------- | ----------- | ------ | ------ |
| gen.-giu. 2022         | Dinamo Zagabria II     | 2. HNL                 | 9          | 0          | -               | -               | -               | -                  | -                  | -                  | -           | -           | -           | 9      | 0      |
| 2022-2023              | Zrinjski Mostar        | PL                     | 27         | 0          | CB              | 5               | 0               | UCL+UECL           | 1+4                | 0                  | -           | -           | -           | 37     | 0      |
| 2023-2024              | Dinamo Zagabria        | 1. HNL                 | 25         | 1          | CC              | 6               | 1               | UCL+UEL+UECL       | 3+1+7              | 0                  | SC          | 1           | 0           | 43     | 2      |
| 2024-2025              | Dinamo Zagabria        | 1. HNL                 | 26         | 5          | CC              | 1               | 0               | UCL                | 5                  | 2                  | -           | -           | -           | 32     | 7      |
| Totale Dinamo Zagabria | Totale Dinamo Zagabria | Totale Dinamo Zagabria | 51         | 6          |                 | 7               | 1               |                    | 16                 | 2                  |             | 1           | 0           | 75     | 9      |
| giu.-lug. 2025         | Inter                  | A                      | -          | -          | CI              | -               | -               | UCL                | -                  | -                  | SI+Cmc      | 0+4         | 0           | 4      | 0      |
| Totale carriera        | Totale carriera        | Totale carriera        | 87         | 6          |                 | 12              | 1               |                    | 21                 | 2                  |             | 5           | 0           | 125    | 9      |

### Cronologia presenze e reti in nazionale
| Cronologia completa delle presenze e delle reti in nazionale ― Croazia | Cronologia completa delle presenze e delle reti in nazionale ― Croazia | Cronologia completa delle presenze e delle reti in nazionale ― Croazia | Cronologia completa delle presenze e delle reti in nazionale ― Croazia | Cronologia completa delle presenze e delle reti in nazionale ― Croazia | Cronologia completa delle presenze e delle reti in nazionale ― Croazia | Cronologia completa delle presenze e delle reti in nazionale ― Croazia | Cronologia completa delle presenze e delle reti in nazionale ― Croazia |
| Data                                                                   | Città                                                                  | In casa                                                                | Risultato                                                              | Ospiti                                                                 | Competizione                                                           | Reti                                                                   | Note                                                                   |
| ---------------------------------------------------------------------- | ---------------------------------------------------------------------- | ---------------------------------------------------------------------- | ---------------------------------------------------------------------- | ---------------------------------------------------------------------- | ---------------------------------------------------------------------- | ---------------------------------------------------------------------- | ---------------------------------------------------------------------- |
| 5-9-2024                                                               | Lisbona                                                                | Portogallo                                                             | 2 – 1                                                                  | Croazia                                                                | UEFA Nations League 2024-2025 - 1º turno                               | -                                                                      | 77’                                                                    |
| 8-9-2024                                                               | Osijek                                                                 | Croazia                                                                | 1 – 0                                                                  | Polonia                                                                | UEFA Nations League 2024-2025 - 1º turno                               | -                                                                      | 40’ 46’                                                                |
| 12-10-2024                                                             | Zagabria                                                               | Croazia                                                                | 2 – 1                                                                  | Scozia                                                                 | UEFA Nations League 2024-2025 - 1º turno                               | -                                                                      | 46’                                                                    |
| 15-10-2024                                                             | Varsavia                                                               | Polonia                                                                | 3 – 3                                                                  | Croazia                                                                | UEFA Nations League 2024-2025 - 1º turno                               | 1                                                                      |                                                                        |
| 15-11-2024                                                             | Glasgow                                                                | Scozia                                                                 | 1 – 0                                                                  | Croazia                                                                | UEFA Nations League 2024-2025 - 1º turno                               | -                                                                      | 30’, 44’                                                               |
| 20-3-2025                                                              | Spalato                                                                | Croazia                                                                | 2 – 0                                                                  | Francia                                                                | UEFA Nations League 2024-2025 - Quarti di finale                       | -                                                                      | 85’                                                                    |
| 23-3-2025                                                              | Saint-Denis                                                            | Francia                                                                | 2 – 0 dts (5 – 4 dtr)                                                  | Croazia                                                                | UEFA Nations League 2024-2025 - Quarti di finale                       | -                                                                      |                                                                        |
| 6-6-2025                                                               | Faro                                                                   | Gibilterra                                                             | 0 – 7                                                                  | Croazia                                                                | Qual. Mondiali 2026                                                    | -                                                                      | 46’                                                                    |
| 9-6-2025                                                               | Osijek                                                                 | Croazia                                                                | 5 – 1                                                                  | Rep. Ceca                                                              | Qual. Mondiali 2026                                                    | -                                                                      |                                                                        |
| Totale                                                                 |                                                                        | Presenze                                                               | 9                                                                      |                                                                        | Reti                                                                   | 1                                                                      |                                                                        |

## Palmarès

### Club

#### Competizioni nazionali
- Campionato bosniaco: 1

Zrinjski Mostar: 2022-2023
- Coppa di Bosnia: 1

Zrinjski Mostar: 2022-2023
- Campionato croato: 1

Dinamo Zagabria: 2023-2024
- Coppa di Croazia: 1

Dinamo Zagabria: 2023-2024
- Supercoppa di Croazia: 1

Dinamo Zagabria: 2023